# Corpo Volontario Russo
Il Corpo Volontario Russo (in russo Русский добровольческий корпус?, Russkij dobrovol'českij korpus; in ucraino Російський добровольчий корпус?, Rosijs'kyj dobrovol'čyj korpus) è un'unità militare dell'Ucraina, formata da oppositori politici russi, indicati come in gran parte appartenenti all'estrema destra neonazista. Si è formata nel 2014, ma è stata ufficialmente registrata dal Ministero della difesa ucraino e introdotta nelle forze armate ucraine nell'agosto 2022, durante l'Invasione russa del Paese. Fa parte della Legione internazionale di difesa territoriale dell'Ucraina.

## Organizzazione

### Storia
Il Corpo Volontario Russo è stato formato nell'agosto 2022 da russi che hanno iniziato a combattere per l'Ucraina nel Reggimento Azov e in altre unità nel 2014. Inizialmente i volontari di etnia russa che combattevano contro Mosca agivano in piccoli gruppi all'interno delle Forze di difesa territoriale dell'Ucraina. Visti con sospetto e spesso arrestati a causa dei loro passaporti russi, si sono infine organizzati in un corpo per soli combattenti russi.

### Denis Kapustin

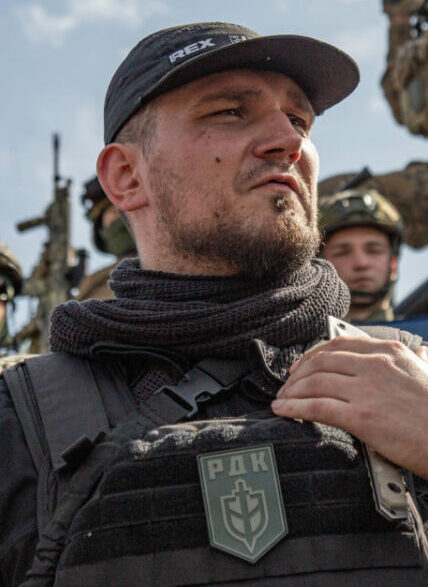
Denis «Nikitin»

Il fondatore della formazione militare è Denis Kapustin, che si fa chiamare "Nikitin", un neonazista russo. Cresciuto in Germania, il ministero degli Interni tedesco Herbert Reul lo ha definito "uno dei più influenti attivisti neonazisti" del paese. È stato anche a capo di un marchio chiamato "White Rex", che ha sullo sfondo il simbolo del Sole nero usato dai gruppi neonazisti, attraverso il quale ha prodotto magliette con immagini e testi violenti di stampo suprematista e xenofobo. In Europa aveva costruito una rete con cui organizzava incontri di Arti marziali miste, interfacciandosi in Italia con Casapound.

### Ideologia
Il corpo, composto principalmente da cittadini russi di estrema destra emigrati in Ucraina, si ispira all'idea del Movimento Bianco, attivo durante la guerra civile russa, e si schiera in forte opposizione al regime sovietico e al regime di Vladimir Putin. I membri del Corpo Volontario Russo utilizzano i simboli dell'Esercito russo di liberazione, che collaborò con la Germania nazista durante la seconda guerra mondiale.
Nel manifesto del Corpo Volontario Russo, fra i loro obiettivi, c'è il rovesciamento di Putin e la formazione di uno Stato "etnicamente russo" che abbandoni le ambizioni "imperiali" a favore del miglioramento del benessere dei russi etnici.
Secondo il giornale Vot-Tak, finanziato dallo Stato polacco, nel corpo sarebbero presenti anche "persone di sinistra".

## Attività

### Attacco nell'Oblast' di Brjansk del 2023
Il 2 marzo 2023, il Corpo Volontario Russo sconfina nel territorio russo, nell'Oblast' di Brjansk. Intorno alle 11:30 ora di Mosca, il governatore della regione Alexander Bogomaz ha riferito che un gruppo ucraino di sabotaggio e ricognizione aveva fatto un'incursione in territorio russo, entrando nel villaggio di Lyubechane, distretto di Klimovsky. Bogomaz ha dichiarato che i sabotatori avrebbero sparato contro un'auto in movimento, uccidendo un adulto e ferendo un bambino. È stato riferito che l'autovettura trasportava bambini a una lezione.
Secondo la TASS la Guardia Nazionale della Federazione Russa si sarebbe scontrata con dei "militanti". Più tardi, nel corso della giornata, la TASS, citando testimoni oculari, ha scritto che i "sabotatori ucraini" avrebbero cessato di mostrare segni di attività e che potevano aver lasciato il territorio russo. "Non c'è nessuno del gruppo ucraino sul territorio della Federazione Russa, se ne sono andati tutti". Bogomaz ha infine dichiarato che il bilancio dell'attacco è stato di due civili morti e di un bambino di 11 anni ferito.
Il leader del Corpo Volontario Russo, Denis Nikitin, ha dichiarato che lo stato ucraino ha autorizzato l'attacco, aggiungendo che l'obiettivo era quello di mettere in luce la debolezza della sorveglianza delle zone di confine della Russia e di ispirare l'opposizione armata contro gli "usurpatori del Cremlino".
Il 6 aprile 2023, il Corpo Volontario Russo ha condotto una seconda incursione nell'Oblast' di Brjansk, entrando nel villaggio di Sluchovsk, durante la quale sarebbero state condotte operazioni di combattimento.

### Attacco nell'Oblast' di Belgorod del 2023
Nel maggio 2023, il Corpo Volontario Russo, insieme alla Legione "Libertà alla Russia", ha lanciato una terza incursione in Russia, questa volta nel distretto di Grajvoron, oblast' di Belgorod.
Igor Girkin, nazionalista ed ex ufficiale russo, ha osservato che tali raid potrebbero far parte di una più ampia strategia di controffensiva ucraina.

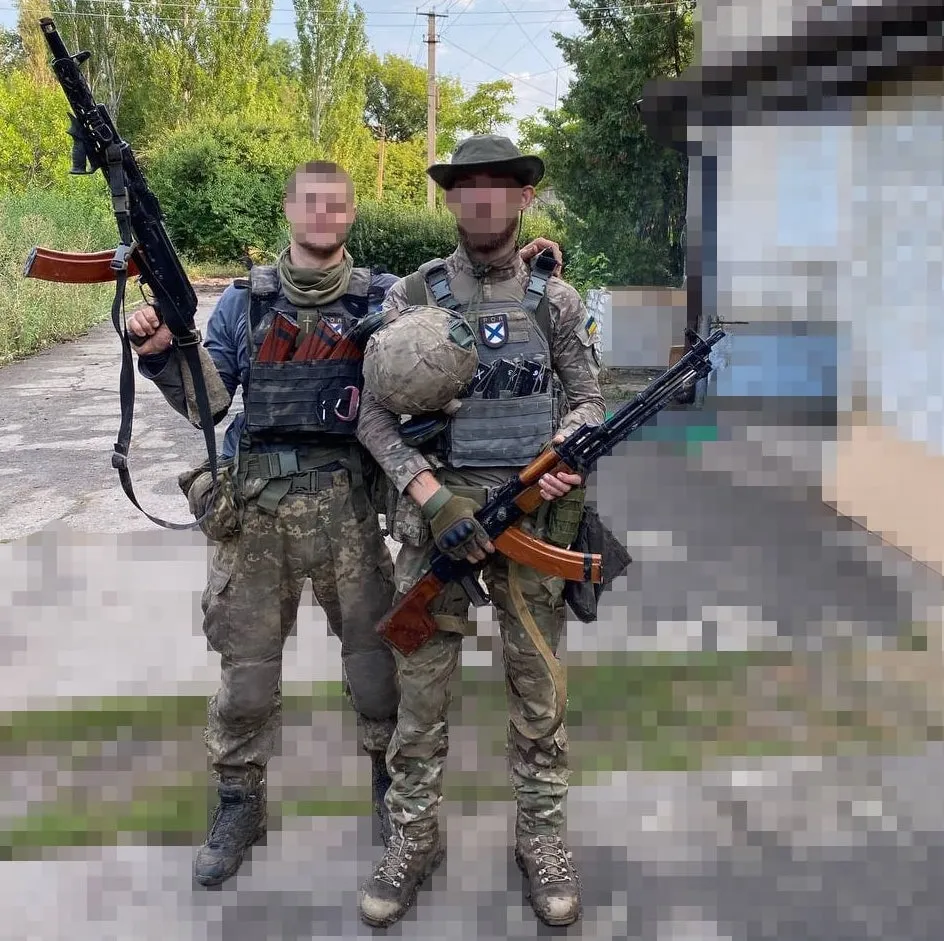
Combattimenti del Corpo Volontario Russo con i galloni militari dell'Esercito russo di liberazione

## Relazioni con altre opposizioni armate antigovernative russe
Il corpo ha accettato di partecipare alla conferenza stampa del 31 agosto 2022, con la Legione "Libertà alla Russia" e l'Esercito nazionale repubblicano. Lo stesso giorno, Il'ja Ponomarëv, in qualità di capo politico dell'Esercito Nazionale Repubblicano e della Legione Libertà alla Russia, ha affermato che il Corpo Volontario Russo ha accettato di aderire all'accordo di Irpin'. Tuttavia, il Corpo ha successivamente rilasciato una dichiarazione ufficiale in cui affermava di non aver firmato alcun tipo di dichiarazione, di non aver accettato di unirsi al centro politico di Il'ja Ponomarëv, di accettare la bandiera bianco-azzurro-bianca o di considerare Ponomarëv come capo politico.